# Święty Hermangaud
Święty Hermangaud, także: Święty Ermengol, Armengol oraz Armengod) lub Hermengaudius (zm. 1035 w El Pont de Bar) – hiszpański duchowny katolicki, biskup Seo de Urgel od 1010 roku do 1035 roku.  
Hermangaud był siostrzeńcem i następcą biskupa Sal·la d’Urgell, członek rodziny hrabiów Conflent. Zaczął swój episkopat poprzez reformowanie katedralnych kanonów, na wzór życia Świętego Augustyna z Hiponny oraz powiększanie terytorium biskupstwa Seo de Urgel poprzez przyznawanie ziem Vallespir, Cerdanya i Alt Urgell. W 1012 odbył podróż do Rzymu na audiencje papieża Benedykta VIII, który potwierdził posiadanie nowych ziem jego biskupstwa i jego jurysdykcję, włączając ziemię Ribagorza. W 1017, poświęcił Borrell jako biskupstwo Roda oraz podniósł znaczenie biskupstwa Seo de Urgel w miejscowej hierarchii.
Cieszył się głębokim poważaniem, był obecny przy konstrukcji wielu robót publicznych. Za jego życia ukończono katedrę w Urgell. W podzięce za jego poświęcenie za życia, ustanowione zostało w 1040 roku przez jego następcę Eribaua święto Św. Hermangauda 3 listopada. Zmarł w 1035 w El Pont de Bar w Katalonii.